# Gardner McKay
George Cadogan Gardner McKay, noto solo come Gardner McKay (New York, 10 giugno 1932 – 21 novembre 2001), è stato un attore statunitense.

## Filmografia parziale

### Cinema
- Mentre Adamo dorme (The Pleasure Seekers), regia di Jean Negulesco (1964)
- Con sei ragazze a poppa si rizza la prua (I Sailed to Tahiti with an All Girl Crew), regia di Richard L. Bare (1969)

### Televisione
- L'uomo ombra (The Thin Man) – serie TV, episodio 1x03 (1957)
- Boots and Saddles – serie TV, 35 episodi (1957-1958)
- Avventure in paradiso (Adventures in Paradise) – serie TV, 91 episodi (1959-1962)